# Сент-Луїс (округ, Міннесота)
Шаблон:StateAbbr_ 47°35′ пн. ш. 92°28′ зх. д. / 47.58° пн. ш. 92.46° зх. д.
Округ  Сент-Луїс (англ. St. Louis County) — округ (графство) у штаті  Міннесота, США. Ідентифікатор округу 27137.

## Історія
Округ утворений 1856 року.

## Демографія
За даними перепису 
2000 року 
загальне населення округу становило 200528 осіб, зокрема міського населення було 127386, а сільського — 73142.
Серед мешканців округу чоловіків було 98629, а жінок — 101899. В окрузі було 82619 домогосподарств, 51374 родин, які мешкали в 95800 будинках.
Середній розмір родини становив 2,9.
Віковий розподіл населення поданий у таблиці:
| Стать    | До 15 років | 15-21 | 22-29 | 30-39 | 40-49 | 50-65 | 65-85 | Понад 85 |
| -------- | ----------- | ----- | ----- | ----- | ----- | ----- | ----- | -------- |
| Чоловіки | 18582       | 12393 | 9214  | 12672 | 16479 | 16175 | 11714 | 1400     |
| Жінки    | 17335       | 11675 | 8766  | 12711 | 16335 | 15917 | 15662 | 3498     |

## Суміжні округи
- Рейні-Рівер, Канада — північ
- Лейк — схід
- Дуглас, Вісконсин — південний схід
- Карлтон — південь
- Ейткін — південний захід
- Ітаска — захід
- Кучичинг — північний захід

## Виноски
1. ↑  U.S. Decennial Census. United States Census Bureau. Процитовано 25 жовтня 2014.
2. ↑  Historical Census Browser. University of Virginia Library. Архів оригіналу за 11 серпня 2012. Процитовано 25 жовтня 2014.
3. ↑  Population of Counties by Decennial Census: 1900 to 1990. United States Census Bureau. Процитовано 25 жовтня 2014.
4. ↑  Census 2000 PHC-T-4. Ranking Tables for Counties: 1990 and 2000 (PDF). United States Census Bureau. Процитовано 25 жовтня 2014.
5. ↑  State & County QuickFacts. United States Census Bureau. Архів оригіналу за 7 червня 2011. Процитовано 1 вересня 2013. [Архівовано 2011-06-07 у Wayback Machine.](англ.) Наведено за англійською вікіпедією.
6. ↑  American FactFinder. Бюро перепису населення США. Архів оригіналу за 26 лютого 2012. Процитовано 31 січня 2008. [Архівовано 2008-05-21 у Wayback Machine.]

| США | Це незавершена стаття з географії США. Ви можете допомогти проєкту, виправивши або дописавши її. |